# Monaga benigna
Monaga benigna är en spindelart som beskrevs av Arthur M. Chickering 1946. Monaga benigna ingår i släktet Monaga och familjen hoppspindlar. Inga underarter finns listade i Catalogue of Life.